# Educación bajo el nacionalsocialismo
La educación bajo el nacionalsocialismo se refiere a la teoría y práctica de la educación total en la Alemania nazi. Incluía la educación preescolar, escolar y extraescolar, así como la superior. El objetivo era convertir a los llamados "jóvenes arios” en “camaradas racialmente conscientes”, “templar sus cuerpos juveniles” y educarlos para que se convirtieran en nacionalsocialistas convencidos. El régimen nazi prestaba especial atención a los jóvenes, ya que su educación y formación debían sentar las bases de la Volksgemeinschaft del futuro.

## Fases de la política educativa
La política nacionalsocialista para la juventud y la educación no pudo implementarse de una sola vez con la toma del poder en 1933, sino que reemplazó gradualmente el sistema educativo de la República de Weimar:
- Fase de consolidación del poder (1933-1935): no hubo intervenciones más profundas en el sistema escolar, salvo el despido de profesores políticamente indeseables, la centralización y coordinación del Estado y la sociedad y la formación de nuevas organizaciones juveniles.
- Fase de preparación para la guerra (1936-1940): intervenciones en la estructura escolar, nuevos planes de estudio, educación obligatoria en las Juventudes Hitlerianas y en los campos de concentración, exclusión, reorganización de la formación del profesorado. En diciembre de 1936 se abrió el duodécimo grado para los niños. La clase decimotercera fue eliminada sin reemplazo para obtener dos clases de oficiales en 1939.
- Fase de expansión y desintegración del poder (1941-1945): escasez en tiempos de guerra, reclutamiento de estudiantes (Flakhelfer,[N 1] Volkssturm) en la fase final, minimización de la educación en los territorios ocupados.

## Implementación de la ideología nazi en la educación
Con su concepción antiintelectual, antihumanista, antisemita y chovinista de la formación educativa, los nacionalsocialistas se opusieron a la Ilustración y a la razón.  La propaganda nazi y el culto al Führer estaban presentes constantemente en las clases escolares y, más allá de eso, en las Juventudes Hitlerianas (imágenes de Hitler, el saludo hitleriano, esvásticas, banderas, desfiles con banderas).  Aunque la ideología de la Volksgemeinschaft pretendía abolir las diferencias sociales (todos los alemanes arios como Volksgenossen), se fomentaba el odio contra grupos de personas supuestamente inferiores (los "Untermenschen"). Ya en 1929 se fundó la Liga Nacionalsocialista de Maestros (NSLB) como rama del partido NSDAP; tras el nombramiento de Hitler como canciller del Reich entró en vigor la prohibición de todas las demás organizaciones de docentes. Hasta 1935 los profesores universitarios también pertenecían al NSLB, luego a la Liga Nacionalsocialista de Profesores Alemanes.
Poco después de la Machtergreifung en 1933, todos los profesores judíos y un tercio de las profesoras fueron despedidos en el marco de la Gleichschaltung. A los profesores restantes se les pidió que se unieran a la Liga Nacional Socialista de Profesores. En algunos casos, los profesores abandonaron la profesión por razones políticas y sólo pudieron reanudar su trabajo después del final de la guerra. Otros intentaron distanciarse de la ideología nacionalsocialista dentro del sistema escolar. 9.000 de los aproximadamente 300.000 docentes se negaron a afiliarse a la NSLB, pero el 97 % se unió a la organización. El 32 % de los docentes afiliados a la NSLB, es decir, aproximadamente 100.000, también eran miembros del Partido Nazi. Para los dirigentes de la jerarquía nazi, especialmente en sus niveles medios e inferiores, los profesionales de la educación desempeñaron un papel importante. En 1937, siete profesores eran Gauleiter y Gauleiter adjuntos, 78 líderes de distrito y 2.668 líderes de grupos locales y de base del NSDAP.

### Educación en la primera infancia
Además de los jardines de infancia rediseñados según las ideas nacionalsocialistas, hubo intentos de “criar al nuevo ser humano” en el espíritu del nacionalsocialismo. Los escritos educativos de la médica Johanna Haarer (1900-1988), como La madre alemana y su primer hijo o ¡Madre, cuéntanos sobre Adolf Hitler!, dejan claro en qué medida la exigencia ideológica de dureza del nacionalsocialismo también influyó en el modo en que se trataba a los niños pequeños. Trata a los niños desde su nacimiento como seres cuyos llantos y súplicas no deben ser atendidos. Se debe impedir el desarrollo de una relación amorosa entre padres e hijos, aunque la crianza de los hijos es, por supuesto, responsabilidad de la madre.
Como parte de la campaña Lebensborn, se crearon hogares para apoyar a los jóvenes reclutas de las SS. En estos hogares, las mujeres solteras podían dar a luz a sus hijos de forma anónima. Allí nacieron aproximadamente 8.000 niños. Más tarde, los nacionalsocialistas también secuestraron a niños de los países europeos ocupados cuya apariencia se acercaba al tipo ideal de ario y los entregaron a familias de las SS para que los “criaran”.

### Escuela
Para Hitler, la escuela era ante todo una etapa preparatoria para el servicio militar. Por eso, a la Wehrmacht también se la denominaba “la escuela de la nación”. Esto tuvo un impacto particularmente fuerte en la vida escolar cotidiana, ya que la guerra y las luchas se hicieron presentes en todas las materias. Para el entrenamiento premilitar y la actitud combativa se utilizaba no solo la materia deportiva sino sobre todo el entrenamiento de las Juventudes Hitlerianas, los campamentos escolares y las estancias en campamentos escolares (juegos de campo).

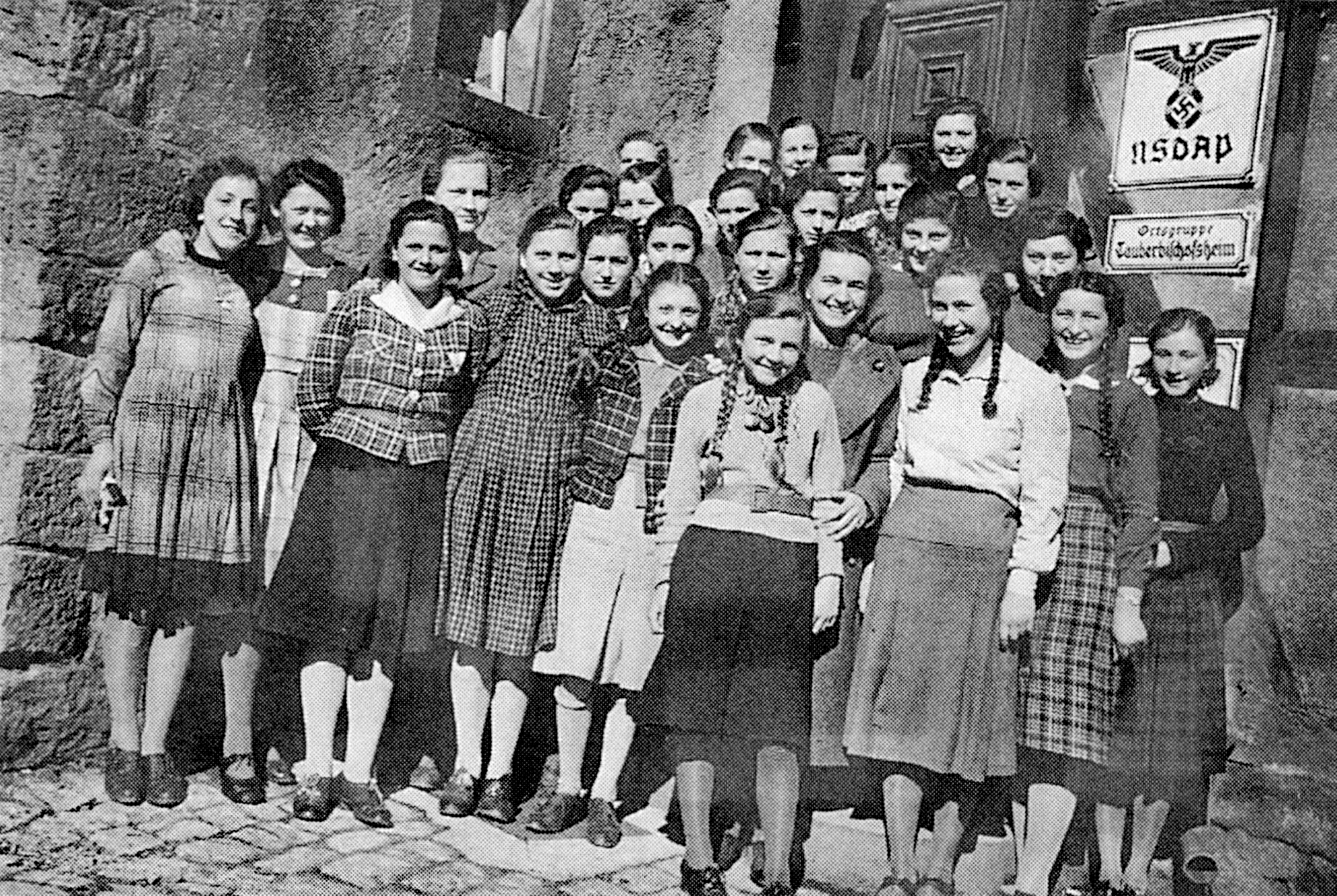
Estudiantes de una escuela comercial de la clase de 1939 frente a un edificio escolar cuando tenía más funciones que las escolares

En la República de Weimar, el sistema escolar estaba estructurado de forma heterogénea bajo la soberanía de los estados. A partir de 1934, el Ministerio del Interior del Reich asumió partes de la soberanía escolar de los estados y comenzó a centralizar y estandarizar el sistema escolar. Este desarrollo fue impulsado en 1934 por el nuevo Ministerio de Ciencia, Educación y Cultura del Reich. A partir de 1937, el régimen nazi reestructuró el sistema de educación secundaria, acortó el tiempo hasta el Abitur a 12 años escolares, abolió la escolarización conjunta de niños y niñas (coeducación) con la excepción de las llamadas Aufbauschulen (educación escolar superior conjunta a partir del séptimo año escolar) y eliminó los contenidos académicos de la formación del profesorado. También a partir de 1937 se cerraron las escuelas confesionales, violando el Reichskonkordat.

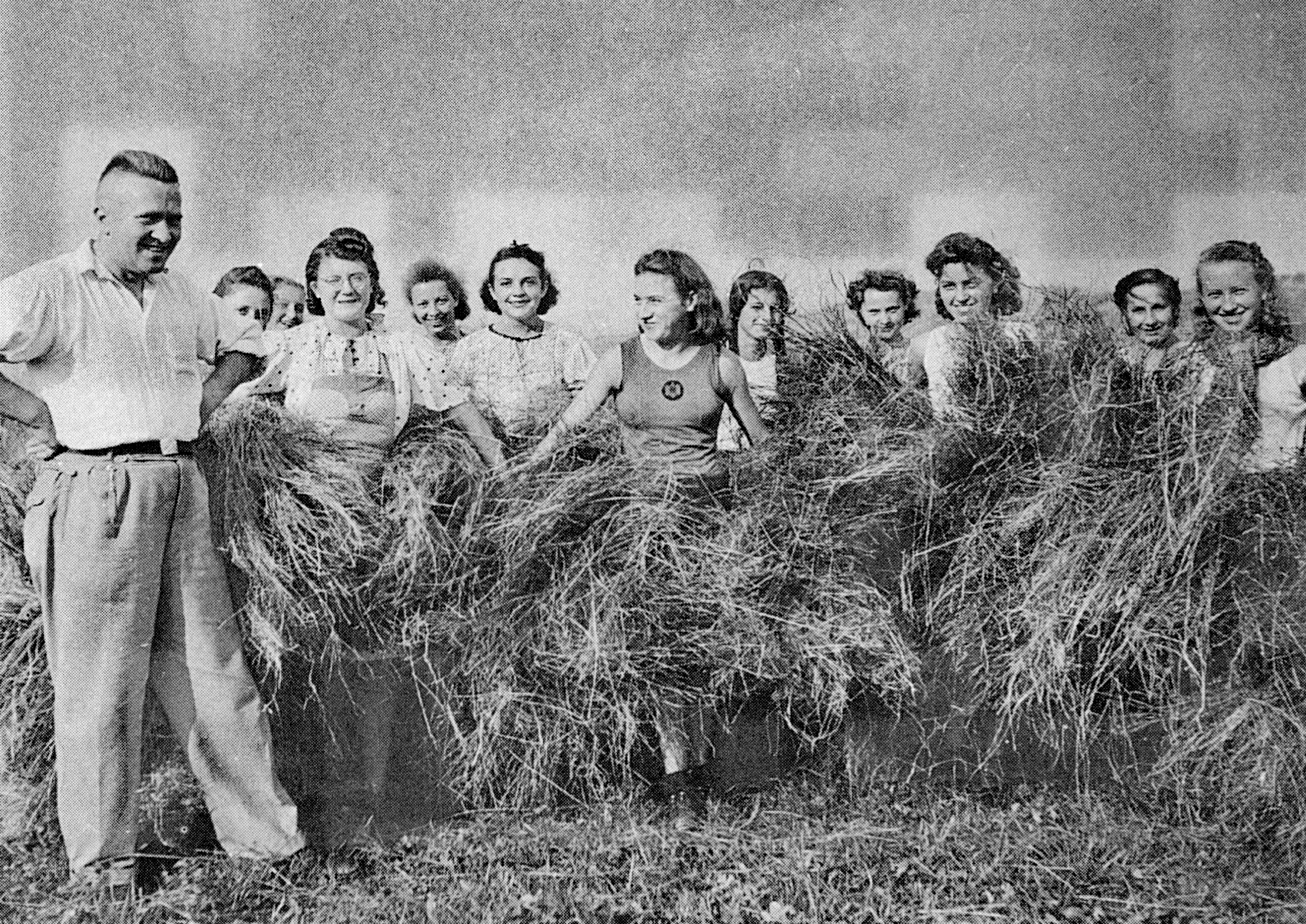
Alumnas trabajando durante la cosecha de lino en 1942 bajo la guía de la maestra.

A partir de 1934, el sábado fue declarado “Día nacional de la juventud”, en el que todos los miembros del Jungvolk y del Jungmädelbund (es decir, solo aquellos de entre 10 y 14 años) debían realizar el servicio de las Juventudes Hitlerianas y los demás alumnos debían asistir a la escuela. Para evitar diferencias en la enseñanza de las materias y adoctrinar a todos los alumnos, los sábados no había clases específicas de cada materia, sino dos horas de instrucción “política nacional”, además de deportes y “costura” para las niñas y manualidades para los niños. El "Día nacional de la juventud" trajo consigo numerosas dificultades: un problema importante fue que no había suficientes líderes de las Juventudes Hitlerianas calificados que pudieran cumplir de manera significativa el servicio de las Juventudes Hitlerianas en ese día. Esto provocó quejas de los padres y de las escuelas. Además, muchos de los dirigentes eran todavía estudiantes, estaban en formación o tenían que trabajar, por lo que hubo que concederles licencia para prestar servicio. Esto a su vez provocó conflictos con las escuelas secundarias y los empleadores. Por último, estaba el problema de que el material didáctico tenía que distribuirse en cinco días en lugar de los seis anteriores, lo que algunos centros solucionaron trasladando las clases de los grados superiores a la tarde. Sin embargo, se perdían aproximadamente 120 horas de clase por año escolar, por lo que se temía un grave descenso del rendimiento. Como consecuencia de ello, el "Día nacional de la juventud" fue abolido a partir del 1 de enero de 1937.
El deporte era una parte importante de la educación nazi como medio de ejercicio y, con cinco horas semanales, una parte clave del horario. El lema elegido para ello fue Mens sana in corpore sano, una cita del poeta romano Juvenal. Además, se fomentó el nombramiento de profesores de deporte como directores de escuelas.
Para promover a la nueva élite, se fundaron escuelas especiales de selección nazi, que fueron apoyadas por diferentes alas del nacionalsocialismo:
- Los Institutos Nacionales de Educación Política (NPEA, conocidos popularmente como Napola).[15]
- Las Adolf Hitler Schulen, la Escuela del Reich del NSDAP.
- Las SS-Junkerschulen y las NS-Ordensburgen avanzadas.
- Las escuelas secundarias para la promoción de estudiantes superdotados de la escuela primaria de entornos de bajos ingresos.

Los internados alemanes, creados sobre todo a partir de 1942, también pretendían contribuir a la educación en el sentido nacionalsocialista. Entre ellos se encontraba la escuela doméstica alemana Schloß Iburg.
También la revista estudiantil Hilf mit! jugó un papel importante en la implementación de la ideología nazi en el sistema escolar. (subtítulo: Periódico escolar ilustrado), publicado por la Liga Nacionalsocialista de Maestros (NSLB). Se publicó desde octubre de 1933 hasta septiembre de 1944, mensualmente antes del comienzo de la Segunda Guerra Mundial, y de forma más irregular después. Los folletos de 32 páginas (16 páginas durante los años de guerra) costaban inicialmente 10 pfennig, pero luego se distribuyeron gratuitamente.  A partir de 1937, Henrich Hansen fue el redactor jefe. La revista tuvo una tirada de hasta cinco millones de ejemplares por número y llegó a casi toda la población escolar a partir de los 10 años.
La propaganda nazi contenida en la publicación estaba eficazmente organizada en un paquete global armonioso de contenido e imágenes que evocaba un idilio familiar nacionalista. Además de los temas estudiantiles típicos de la época, como la educación vial, la historia natural y la educación para la salud, diversos temas propagandísticos ocuparon mucho espacio. La Primera Guerra Mundial se representó a menudo en forma de aventuras y relatos heroicos, pero también en textos de no ficción, al igual que la historia germánica temprana. Además, temas como la genealogía y la teoría racial formaron parte de los textos de los estudiantes. La historia era abiertamente racista y antidemocrática. Uno de los autores más importantes de la revista fue Johann von Leers, quien también fue temporalmente su editor, responsable de la "edición política".

#### Metas educativas

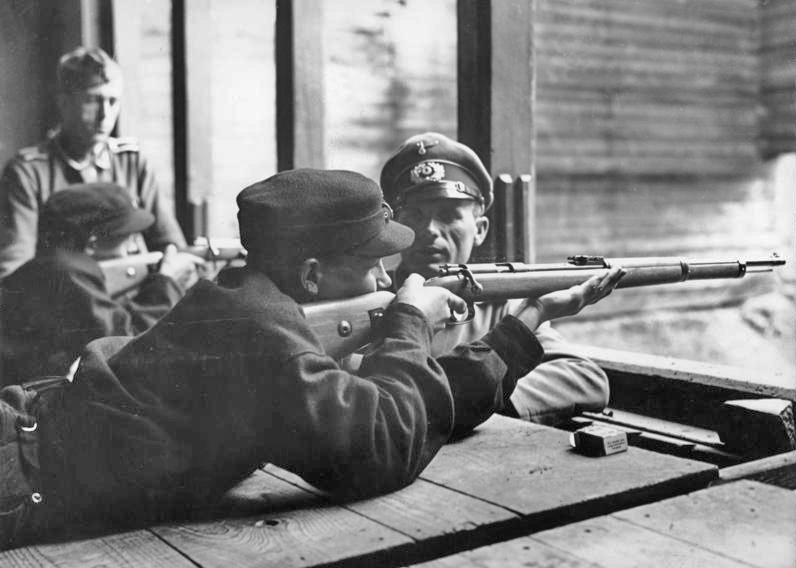
Niños tomando lecciones de tiro

En las escuelas, uno de los principales objetivos de los nacionalsocialistas era difundir su ideología racista y preparar a los estudiantes para una nueva guerra. Helmut Stellrecht, representante del Líder de la Juventud del Reich para la formación de la juventud alemana, escribió en su libro oficial La educación militar de la juventud alemana (Die Wehrerziehung der deutschen Jugend), publicado en 1936:
El espíritu de ataque es el espíritu de la raza nórdica. Corre por sus venas como un anhelo indescriptible [...] Nuestros muchachos deben aprender a disparar. El rifle debe estar en sus manos con la misma naturalidad que la pluma [...] Quieren educar a la gente, como si disparar no fuera también educación, como si el entrenamiento militar no fuera verdadera educación. «El conocimiento es poder» está escrito sobre las puertas de las escuelas, como si el poder pudiera encarnarse en algo más que el arma.
Los folletos suplementarios producidos a bajo costo tenían como objetivo reemplazar o complementar los libros escolares y difundir la ideología nacionalsocialista. El 15 de enero de 1935, el Ministro de Educación y Cultura del Reich, Bernhard Rust, publicó las directrices para los estudios raciales, en las que se asignó a la biología el foco de los estudios raciales. Los estudios raciales también deberían enseñarse en todas las demás materias.
La base fue la idea del “soldado político” para los niños y la robusta madre nacionalsocialista para las niñas. Para este propósito, los jóvenes varones eran educados para desarrollar fuerza de voluntad y determinación, obediencia absoluta, discreción y disposición para asumir responsabilidades, así como para impartirles otras virtudes militares. La educación científica, que Hitler ya había menospreciado en Mi lucha, fue devaluada.
Además de la enseñanza especializada, que se mantuvo especialmente en las escuelas secundarias, también surgieron formas alternativas de educación para promover el entusiasmo y el sentido de comunidad entre los jóvenes de la “raza aria”. Los nacionalsocialistas tomaron prestados elementos de la nueva educación. Muchas instituciones educativas reformatorias no fueron cerradas hasta mediados de la década de 1930. Wilhelm Kirchner, por ejemplo,declaró en 1939 (en referencia a Émile o a la educación de Rousseau): "No comenzaremos, por ejemplo, la educación racial y la agotaremos con ingeniosos tratados sobre el tema de la raza. Dejaremos que el niño adquiera opiniones durante años en sus interacciones con plantas, animales y humanos, sin siquiera utilizar la palabra raza". El libro de lectura de Elvira Bauer, publicado en 1936 y distribuido gratuitamente por las organizaciones del partido NSDAP, No confíes en un zorro en el páramo verde ni en ningún judío cuando hace su juramento (Trau keinem Fuchs auf grüner Heid und keinem Jud bei seinem Eid! Ein Bilderbuch für Groß und Klein), empleaba un lenguaje claro al respecto.

#### Temas y contenidos
Hasta 1937 las directrices de enseñanza prácticamente no habían cambiado o se remontaban a la época de Weimar. Esto dio la impresión de que inicialmente muy poco había cambiado (por ejemplo, la inclusión del boxeo en el currículo de educación física).  Después de eso, sin embargo, cada vez más escuelas secundarias se convirtieron en escuelas secundarias superiores, las materias se reorganizaron y las editoriales de libros de texto independientes que quedaban  se disolvieron. La educación religiosa se vio cada vez más restringida y la formación de profesorespara la materia se interrumpió a partir de 1939.
Los libros de texto de todas las asignaturas fueron editados de acuerdo con la cosmovisión nacionalsocialista. Así, en la formulación de las tareas en los libros de texto de matemáticas se crearon “sentimientos subliminales de inhumanidad y odio”, como “un manicomio cuesta xxx RM, ¿cuántas familias alemanas podrían conseguir un apartamento con eso?”. ¿Cuántos estudiantes de secundaria habría habido en Berlín si los padres arios hubieran enviado a sus hijos al instituto en la misma medida que los judíos? (Berlín tenía 4.242.500 habitantes) o ¿Cuánto tarda un bombardero en llegar desde la frontera francesa hasta tu ciudad, y qué superficie puede destruir en el centro de tu ciudad estando completamente armado (se dan las cifras)? Esto no sólo creó miedo (y por lo tanto ira), sino que también impartió “conocimiento adecuado para la guerra”. Las ciencias naturales también pasaron a formar parte de la educación militar.
En la asignatura de alemán, que junto con geografía e historia formaban las llamadas "asignaturas de estudios alemanes", se tomó material de la literatura nórdica antigua y medieval (especialmente Edda y Cantar de los nibelungos, como en el libro de lectura Ewiges Volk), que correspondía a la ideología nacionalsocialista, sin querer transmitir una imagen representativa de la literatura nórdica. También se utilizó literatura más reciente, pero sacada tan fuera de contexto que poetas como Hölderlin fueron presentados como motivadores de la guerra. Éste era el objetivo explícito de la lección: “El material debe ser seleccionado y evaluado de tal manera que el alumno, sin darse cuenta conscientemente, se enfrente repetidamente a la idea de ser soldado”.  En la asignatura de geografía (“geopolítica”) se enseñaba la ideología del Volk ohne Raum, en la de historia el revanchismo (contra el Tratado de Versalles) y la arrogancia racial. Se amplió el número de horas de la asignatura de educación física y se añadieron campamentos deportivos militares como cursos extracurriculares.
Sin embargo, muchos planes quedaron en meras declaraciones de intenciones. Hasta el comienzo de la guerra no se produjeron ni distribuyeron de forma generalizada nuevos libros de texto. Después de eso, la conversión de materiales de enseñanza y aprendizaje pasó a ser sólo una urgencia secundaria. A más tardar con el inicio de los bombardeos aliados y la evacuación de los niños a las zonas rurales, se produjo una escasez generalizada de materiales en el sistema escolar.

### Campos de apoyo pedagógico
Algunos temas de la vida escolar cotidiana hasta ahora han sido tratados o analizados con menos frecuencia o solo de manera informal. El hecho de que las Juventudes Hitlerianas y la educación de la BDM desempeñaron un papel importante en el concepto educativo nazi como un pilar separado y paralelo a la escuela se ha discutido con frecuencia y en monografías separadas.  Un aspecto secundario importante para la administración local apenas se menciona. Las "chicas" del HJ y del BDM a menudo arruinaban las instalaciones de las escuelas donde tenían que reunirse una y otra vez porque no había espacio adecuado disponible en otro lugar. A menudo se comportaban de manera imprudente y vandalizaban las instalaciones escolares. En la mayoría de los casos, las administraciones lucharon en vano contra el liderazgo, a menudo arrogante, del HJ. La administración de las ciudades tuvo que aceptar esto, ya que casi todos sus funcionarios eran miembros del partido.
A pesar del culto juvenil, el castigo corporal siguió utilizándose en las escuelas, a menudo de forma brutal. Las quejas de los padres fueron en su mayoría desestimadas. El tema de la sexualidad se mantuvo en silencio, pero fue un tema en las escuelas y los campamentos. Pocos educadores nazis tuvieron el coraje de ayudar a los jóvenes que se les confiaban. El consumo de cigarrillos y alcohol tampoco estaba permitido; solo más tarde, entre los ayudantes de la defensa antiaérea, esto al menos fue tolerado.  Las celebraciones escolares debían seguir ciertas formas. Incluso los camaradas del Partido en el cuerpo docente podían atraer la ira y la crítica por su torpeza.  En los años posteriores a la Primera Guerra Mundial, los jóvenes mostraron una gran apertura y un anhelo de paz en su correspondencia estudiantil internacional. En los primeros años del régimen nazi, los funcionarios supervisores fomentaban los encuentros escritos y personales (en el marco de los viajes escolares). Esto también se convirtió en blanco de una vigilancia total. Se abandonó el enfoque casi liberal. Durante los viajes escolares al extranjero, los estudiantes de las Juventudes Hitlerianas a veces se comportaban de manera provocativa y dañaban la reputación de las escuelas que los enviaban.
Con el fin de preparar a los estudiantes para la guerra, se apoyó la construcción de modelos de aviones, junto con la asignatura de física. El objetivo de la maqueta era despertar en los chicos el entusiasmo por volar y, por tanto, por la fuerza aérea. Un objetivo oculto similar fue perseguido por la sericultura, que se introdujo y organizó en casi todas las escuelas. La seda producida estaba destinada a apoyar la producción de paracaídas para paracaidistas y pilotos de la fuerza aérea en general. La huerta escolar tenía como finalidad preparar a los estudiantes para la economía de guerra. El desembolso financiero para estas acciones fue considerable. Lo conservaron hasta poco antes del colapso. Para las niñas, la asignatura de costura (como parte del programa de manualidades) estaba orientada en consecuencia.  A menudo se hablaba de las numerosas colectas y de los esfuerzos anuales para el Winterhilfswerk.
Las escuelas vocacionales para mujeres brindaban capacitación para convertirse en amas de casa expertas.  Las preguntas del examen también incluían tareas concretas en condiciones de guerra: por ejemplo, yo (como madre) tengo muchos RM a mi disposición y tengo que organizar una fiesta de cumpleaños para seis niños. ¿Qué tipo de pasteles, bebidas y dulces debo ofrecer como premios y cuánto costarán? Asimismo, el cuidado de niños y bebés era una prioridad en las escuelas secundarias para niñas con el fin de aliviar la carga de las madres que trabajaban en la industria armamentística o en las empresas. Aquí, las jóvenes a menudo se sentían abrumadas cuando se trataba de brindar ayuda a las familias que se les asignaban.
Un tema aparte es también la introducción progresiva de los medios modernos en el contexto de la enseñanza de aquella época, combinada con la influencia ideológica y la fijación de objetivos. Se utilizaron sistemáticamente la radio, el cine, las diapositivas y las pancartas y se produjo un canon de películas escolares y educativas. Se asistieron específicamente a películas para jóvenes y la televisión apareció a más tardar durante los Juegos Olímpicos de Berlín 1936.

### Educación extracurricular
Para la formación de nacionalsocialistas entusiastas y comprometidos, fue particularmente importante la inscripción completa de los jóvenes arios en organizaciones extracurriculares de las Juventudes Hitlerianas y su rama femenina, la Liga de Muchachas Alemanas (BDM). Allí fueron unidos emocionalmente (también a través de la reunión incontrolada de niñas y niños) y entrenados ideológicamente de manera paramilitar utilizando fuertes enfoques educativos experienciales. La ley sobre las Juventudes Hitlerianas del 1 de diciembre de 1936 las convirtió en una organización juvenil estatal obligatoria. También en los clubes deportivos la actitud era entrenada y supervisada por un dietista. La educación escolar debía ser devaluada y la educación ideológica en los campamentos y organizaciones juveniles fortalecida.
Las Juventudes Hitlerianas (HJ), que desde la toma del poder habían incorporado a todas las demás organizaciones juveniles, excepto las católicas, fueron declaradas Juventudes Estatales en 1936 y ahora organizaban a todos los jóvenes —en 1939 eran 8,7 millones— del Reich alemán: de 10 a 14 años pertenecían como "Pimpfe" al Jungvolk o como "Jungmädel" al Jungmädelbund; de 14 a 18 años, como "Hitlerjungen" a las HJ o como "Mädel" al Bund Deutscher Mädel (BDM).
A partir de 1943, los nacionalsocialistas utilizaron a menores nacidos entre 1926 y 1928 como ayudantes antiaéreos y, a partir de 1944, como soldados en la Volkssturm.

### Universidades
A mediados de 1931, la Liga Nacionalsocialista de Estudiantes Alemanes, fundada en 1926 y una rama del NSDAP, era tan fuerte que ganó liderazgo dentro de la Unión de Estudiantes Alemanes. La quema de libros de mayo de 1933 fue una acción pública llevada a cabo por el estudiantado con el apoyo de profesores nacionalsocialistas. Las asociaciones de estudiantes también estaban sujetas a la Gleichschaltung y se disolvieron por sí mismas o fueron disueltas por la fuerza en 1936. Todos los estudiantes deberían estar organizados en las llamadas camaraderías en sus respectivas universidades. Sin embargo, el objetivo inicial de alojar a todos los estudiantes del primer semestre en casas de camaradería nacionalsocialistas fue abandonado por orden de Hitler.
Con la ley contra el hacinamiento en las escuelas y universidades alemanas del 25 de abril de 1933, los gobernantes nacionalsocialistas estipularon en abril de 1933 que un máximo de 1,5 % de las nuevas plazas de estudio se asignaría a los llamados no arios (en su mayoría judíos).
Algunos de los profesores ya habían adoptado una clara postura antes de la era nazi; muchos estaban entre los llamados Caídos de Marzo. Después de las elecciones al Reichstag del 5 de marzo de 1933 y la posterior Ley habilitante, se unieron tempranamente al NSDAP o se comprometieron con el nacionalsocialismo sin pertenecer al partido. Al final del régimen nazi, entre el 60 y el 70 % de los profesores universitarios eran miembros del partido o de una organización partidaria.

### Formación de los maestros
El sistema educativo nazi se oponía a la formación académica, especialmente para el profesorado de primaria, y por ello rebautizó las academias pedagógicas creadas en la República de Weimar como escuelas superiores de formación de profesores. Entre 1940 y 1943, con un gran coste económico, las sustituyeron por escuelas superiores de formación de profesores, para las que ya no se exigía el Abitur. Con esto se pretendía compensar las pérdidas de guerra. El contenido fue descientificado y reemplazado por elementos ideológicos. En diciembre de 1940, el servicio preparatorio para profesores de secundaria también se redujo a un año. Para adoctrinar a los profesores, el Instituto Central de Educación y Enseñanza creó en 1936 los llamados campos de formación de profesores en Rankenheim, al sur de Berlín, por encargo del Ministerio de Educación nazi.

## Manejo de los Volksschädlinge[N 3]
En la República de Weimar, la discriminación contra las minorías en las escuelas fue abolida en gran medida, aunque a veces la práctica era diferente. Con la Ley para la Restauración de la Función Pública del 7 de abril de 1933 fueron despedidos principalmente del servicio público profesores y maestros judíos.  Las Leyes de Núremberg de 1935 abolieron fundamentalmente la igualdad jurídica de la minoría judía establecida en la Constitución de Weimar.  En los años siguientes se les prohibió participar en eventos escolares, excursiones de clase y visitas a campamentos escolares. Después de los noche de los cristales rotos de 1938, las escuelas públicas y las universidades fueron completamente cerradas para los niños judíos. En algunas escuelas especiales, los maestros y la administración escolar participaron en la selección de estudiantes para su traslado a campos de concentración juveniles. Esto afectó a niños “difíciles de educar” de familias que eran consideradas “antisociales”. Debido al antisemitismo, los judíos que vivían en Alemania, la gran mayoría de los cuales eran ciudadanos alemanes, fueron inicialmente trasladados por la fuerza por las autoridades locales a “escuelas judías” con estándares educativos y de formación reducidos, que fueron cerradas el 30 de junio 1942. Se les prohibió también a los maestros judíos ejercer la docencia.
Los nacionalsocialistas también trataron de manera igualmente excluyente a la minoría polaca que vivía en el país (los polacos de Polonia y del Ruhr). Al principio, a los polacos se les permitió mantener sus clubes, etc., pero éstos fueron colocados cada vez más bajo control estatal, sujetos a más y más prohibiciones, y finalmente prohibidos por completo en 1938. Muchos niños de origen polaco fueron expulsados de la escuela ese mismo año. Los comercios polacos también fueron cerrados y entregados a los alemanes. Muchos polacos también perdieron sus empleos. El objetivo era obligarlos a regresar a su patria. Sin embargo, en 1938 todavía había 150000 polacos en Alemania, principalmente en la región del Ruhr y en Berlín.
Los alumnos excluidos de las instituciones públicas debían recibir enseñanza en escuelas dirigidas por las comunidades judías o los sinti, aunque estos últimos a menudo no tenían los medios para establecer escuelas. Las instituciones judías inicialmente trabajaron para fortalecer los vínculos de los estudiantes con Alemania, pero más tarde los prepararon principalmente para la emigración. Estas escuelas proporcionaron a los estudiantes judíos un espacio seguro frente a la discriminación que enfrentaban a diario. Además, los niños y jóvenes adquirieron conciencia de su identidad judía como un valor positivo y, con una mayor autoestima, pudieron contrarrestar la devaluación por parte de los nacionalsocialistas. Por otra parte, ofrecieron a quienes estaban en el poder un medio de control que luego facilitó la deportación y el asesinato. Con la realización del Holocausto, las instalaciones especiales fueron cerradas en 1942. Niños y jóvenes de origen judío fueron asesinados en campos de exterminio masivo. El nombre clave para esto fue la Solución final.
En el caso de los escolares de las minorías romaní y sinti con ciudadanía alemana, el ministerio responsable concedió importancia a la “admisión en las escuelas primarias públicas” (decreto RMfWEV, 22 de marzo de 1941). Por el contrario, los niños de nacionalidad no alemana serían expulsados de la escuela. Sin embargo, por iniciativa de las autoridades locales, se crearon cada vez más “clases gitanas” y “escuelas gitanas”, que ya existían en casos individuales antes de la transferencia de poder, a pesar de la igualdad jurídica en la Constitución de Weimar. Con el inicio de la deportación de los “gitanos” y “mestizos gitanos” al “campo gitano de Auschwitz” en el campo de concentración de Auschwitz-Birkenau a partir de marzo de 1943, como resultado del Decreto de Auschwitz, la prohibición explícita de asistir a las escuelas se hizo innecesaria.
Incluso en la Europa ocupada, la política escolar estaba influenciada por el racismo. Sobre todo en Polonia, los alemanes establecieron un sistema escolar tal como lo había exigido ya en 1933 el reformador educativo Herman Nohl. Su objetivo era la germanización de los niños de ascendencia alemana y la segregación y esclavización de los alumnos polacos. Los profesores polacos fueron despedidos, 17000 personas fueron asesinadas bajo el régimen alemán, incluido Janusz Korczak (1878-1942). En 1940, Heinrich Himmler exigió que no hubiera educación superior para los eslavos: «El objetivo de esta escuela primaria debería ser simple: aritmética simple hasta 500, escribir el nombre y enseñar que es un mandamiento divino, ser obediente a los alemanes y ser honesto, diligente y de buen comportamiento. No considero necesaria la lectura». La proporción de niños en los campos de trabajos forzados soviéticos era alta. Algunos de ellos habían sido deportados de sus zonas de origen- Algunos de ellos habían participado en campañas selectivas de obtención de niños (la Heuaktion), algunos de ellos habían llegado al Reich con sus madres cuando eran niños pequeños o habían nacido aquí. Si se consideraba que estos niños eran de “buena raza”, eran separados de sus madres para ser adoptados por la fuerza y entregados a familias alemanas. Los niños que, en opinión de los expertos raciales, no eran aptos para la “nordificación” de la comunidad nacional alemana fueron colocados en muchos casos en los centros de cuidados nazis para hijos de trabajadores extranjeros, donde fueron desnutridos deliberadamente. La tasa de mortalidad estaba entre el 25 y el 50 %, en algunos casos 90 %. Decenas de miles de personas murieron de hambre de esta manera. Las madres indigentes tuvieron que pagar los gastos del funeral, que ascendían a 15 marcos alemanes. Los niños mayores, generalmente a partir de los 10 años año de vida – fueron utilizados para trabajar. A todos los hijos de los trabajadores forzados de Europa del Este se les prohibió asistir a la escuela.
En 1940, por iniciativa del Consejo de Defensa del Reich, la Reichskriminalpolizeiamt creó campos de concentración para jóvenes en Moringen (niños) y en Uckermark (niñas) bajo el eufemismo de “campos de protección juvenil” para jóvenes “difíciles de educar”, “abandonados”, “reacios al trabajo”, inconformistas y resistentes. En Litzmannstadt se creó un campo para jóvenes polacos: el Kinder KZ.

## Recepción
En 1939, 8,7 millones de chicos pertenecían a las Juventudes Hitlerianas y, por tanto, estaban expuestos a la manipulación ideológica. Las experiencias comunitarias, como campamentos o excursiones, servían para preparar para el servicio militar, así como para educar a las personas para que formaran parte de una “comunidad nacional”. Aquí no todos eran iguales, sino que cada uno tenía su propia tarea y responsabilidad, que, según la reivindicación ideológica, les era asignada independientemente del origen, estatus o riqueza de sus padres. Bajo el lema “La juventud lidera a la juventud”, a los jóvenes se les dio la oportunidad de asumir roles de liderazgo. La BDM (4,5 millones de miembros en 1944) también ofrecía a las jóvenes independencia de sus padres y autonomía.

## Resistencia
El grupo de resistencia Rosa Blanca, en torno a Hans y Sophie Scholl, formó el núcleo de la resistencia estudiantil contra el nacionalsocialismo.
Los aproximadamente cien miembros del Grupo Herbert Baum, dirigido por los dos obreros Herbert Baum y Martin Kochmann, provenían del ámbito obrero y de la clase media-baja. La mayoría eran de origen judío. El grupo tenía una imagen comunista-socialista. La proporción de mujeres y niñas era alta. Tras un incendio provocado en la exposición "El Paraíso Soviético", llena de odio, en mayo de 1942, el grupo se disolvió. Más de veinte miembros fueron condenados a muerte. Herbert Baum murió en prisión después de severas torturas.
Otras formas de resistencia juvenil se dirigieron contra la apropiación ideológica por parte de las Juventudes Hitlerianas. Ejemplos de ello fueron Helmuth Hübener o la escena juvenil, más bien informal, de los Piratas de Edelweiss.
Hubo alguna resistencia organizada ocasional por parte de los profesores. La generación que vivió el nacionalsocialismo menciona diferentes formas de “distanciamiento interior” del nacionalsocialismo. En concreto, los profesores se resistieron a la interferencia de las Juventudes Hitlerianas en la enseñanza. Otros refieren que no les presentaron el contenido educativo prescrito o sólo lo hicieron con considerable distanciamiento. Un ejemplo de profesor en resistencia activa fue Kurt Steffelbauer.
A pesar de la afiliación obligatoria, o quizás debido a ella, las Juventudes Hitlerianas no lograron registrar al cien por ciento de los jóvenes. Las organizaciones juveniles católicas intentaron conservar su independencia, que les había sido concedida en el Concordato; los padres intentaron eximir a sus hijos de la afiliación; y muchos jóvenes se negaron a cumplir o evadieron la coerción no asistiendo en absoluto a las reuniones de las Juventudes Hitlerianas o asistiendo lo menos posible. Durante la guerra incluso se formaron bandas juveniles para atacar a las Juventudes Hitlerianas.

## Ciencias de la educación nazis
Incluso antes de 1933, los educadores ya estaban considerando la educación nacionalsocialista. Las obras correspondientes incluyen, por ejemplo, Menschenformung de Ernst Krieck, quien más tarde se convirtió en uno de los principales representantes de la ciencia educativa nacionalsocialista, pero también algunas ideas del cofundador del centro de educación para adultos Herman Nohl sobre el movimiento rural, el movimiento juvenil y la filosofía de la vida fueron retomadas por los nacionalsocialistas.
Al igual que otros estudiosos de las humanidades, los educadores también sirvieron a quienes estaban en el poder y desarrollaron conceptos para la implementación de la cosmovisión racista. Otros intentaron preservar la autonomía de la pedagogía como ciencia. Según el Führerprinzip se excluía una discusión pluralista sobre la educación nazi. Sin embargo, el Ministro de Educación del Reich, Bernhard Rust, tardó en implementar sus planes de enseñanza (a partir de 1937/39) y se reservó el derecho de “revisar las directrices después del final de la guerra”.
Ernst Krieck, antiguo maestro de escuela primaria y actual profesor, fue el primero en formular una pedagogía nacionalsocialista. Él asumió un modelo “orgánico” de sociedad en el que la educación sirve para preparar a las personas para una posición social derivada de sus orígenes; en consecuencia, utilizó el término “crianza”. El filósofo y pedagogo nacionalsocialista Alfred Baeumler escribió: “Es la escuela racial lo que buscamos” (1942, p. 70). Theodor Wilhelm, otro importante representante de la ciencia educativa nacionalsocialista, a la vez miembro de las SA y editor de la Internationale Zeitschrift für Erziehung (Revista de Educación de la Internacional Nacionalsocialista), legitimó el nacionalsocialismo en la teoría y en la práctica en sus obras, tanto la exclusión de los funcionarios judíos como el asesinato de judíos húngaros, que consideraba una "tarea europea". La pedagogía nacionalsocialista y la didáctica asociada a ella se entendían como normativas, es decir, basadas en “las más elevadas normas de significado”. Casi todos los teóricos hicieron referencia al párrafo de “Mein Kampf” de Hitler sobre la educación. Allí se decía que los sargentos eran mejores profesores. Los jóvenes deben transformarse en soldados para poder “soportar la injusticia y la justicia en silencio”.

### Escritos pedagógicos durante el nacionalsocialismo
- Alfred Baeumler: Politik und Erziehung. Reden und Aufsätze. Junker und Dünnhaupt, Berlín 1937.
- Alfred Baeumler: Bildung und Gemeinschaft. Junker und Dünnhaupt, Berlín 1942.
- Alfred Baeumler: Rasse als Grundbegriff der Erziehungswissenschaft. En: H. Kannz (ed.): Der Nationalsozialismus als pädagogisches Problem. Deutsche Erziehungsgeschichte 1933–1945. Fráncfort del Meno 1984, p. 276–279.
- W. Kirchner: Die völkische Landschule im Aufbruch. Diesterweg, Fráncfort del Meno 1939.
- Ernst Krieck: Grundriß der Erziehungswissenschaft. Fünf Vorträge. Quelle & Meyer, Leipzig 1927. (varias ediciones entre 1933 y 1944)
- Ernst Krieck: Völkischer Gesamtstaat und nationale Erziehung. Heidelberg 1931. (segunda edición. 1933)
- Ernst Krieck: Menschenformung. Leipzig 1933, cuarta edición. Quelle & Meyer, Leipzig 1939.
- Ernst Krieck: Nationalpolitische Erziehung. Leipzig 1933. (veinteava edición. Armanen-Verlag, Leipzig 1937)
- Ernst Krieck: Grundlegende Erziehung. Erfurt 1934.
- Ernst Krieck: Nationalsozialistische Erziehung begründet aus der Philosophie der Erziehung. 1937.
- Johanna Haarer: Unsere kleinen Kinder. Sexta edición. Lehmanns, Múnich 1940.
- Haarer, Johanna (1987).  Gerber, ed. Die Mutter und ihr erstes Kind (en alemán). Múnich.
- Franz Lüke: Das A.B.C. der Rasse. Verlag Ferdinand Kamp, Bochum. (von der „Schule für Rassenpolitik“ in Múnich)
- Herman Nohl: Landbewegung, Osthilfe und die Aufgabe der Pädagogik. Quelle & Meyer, Leipzig 1933.
- Theodor Wilhelm: Die Idee des Berufsbeamtentums. Ein Beitrag zur Staatslehre des deutschen Frühkonstitutionalismus. Mohr, Tübingen 1933.
- Theodor Wilhelm: Die kulturelle Kraft Europas im Kriege. En: Internationale Zeitschrift für Erziehung. 13, revista 1/2, 1944, pp. 1–14.

### Literatura contemporánea fuera del Imperio alemán
- Ödön von Horváth: Jugend ohne Gott. Ámsterdam 1937. (Nuevas ediciones: Suhrkamp, Fráncfort del Meno. 1970, Gesammelte Werke, volumen 13; Cornelsen Verlag, Berlín 1999, ISBN 3-464-61402-6)
- Erika Mann: Zehn Millionen Kinder, Die Erziehung der Jugend im Dritten Reich. 1938. (nueva edición: Rowohlt TB, 1997. ISBN 978-3-499-22169-9)

### Autobiografías
- Wolfgang Klafki (ed.), Gerda Freise: Verführung – Distanzierung – Ernüchterung, Kindheit und Jugend im Nationalsozialismus, Autobiographisches aus erziehungswissenschaftlicher Sicht. (= Reihe Pädagogik). Beltz, Weinheim/Basel 1988, ISBN 3-407-34015-X.
- Johannes Leeb (ed.): Wir waren Hitlers Eliteschüler, Ehemalige Zöglinge der NS-Ausleseschulen brechen ihr Schweigen. Heyne, Múnich 1999–2004, ISBN 3-453-16504-7.

## Descripciones

### La educación bajo el nacionalsocialismo

#### Introducciones
- Christoph J. Eppler: Erziehung im Nationalsozialismus. Bündische Jugend, Hitlerjugend, Reformpädagogik. Lindebaum Verlag, Beltheim-Schnellbach 2012, ISBN 978-3-938176-38-2.
- Kurt-Ingo Flessau: Schule der Diktatur. Múnich 1977, ISBN 3-431-01915-3. NA Fischer TB, 2018. ISBN 978-3-596-32181-0
- Hans-Jochen Gamm: Führung und Verführung. Pädagogik des Nationalsozialismus. List, Múnich 1990, ISBN 3-471-77657-5.
- Michael Grüttner: Erziehung unterm Hakenkreuz. Schulen und Hochschulen in der nationalsozialistischen Diktatur, En: 1918–2018: Demokratie und Bildung – Anspruch und Wirklichkeit. Hg. Peter Gutjahr-Löser, Jürgen Ronthaler, Dieter Schulz (Leipziger Universitätsverlag), Leipzig 2019, p. 49–61.
- Ulrich Herrmann (ed.): „Die Formung des Volksgenossen“. Der „Erziehungsstaat“ des Dritten Reiches. Beltz, Weinheim/Basel 1985, ISBN 3-407-54136-8.
- Klaus-Peter Horn / Jörg-W. Link (ed.): Erziehungsverhältnisse im Nationalsozialismus. Totaler Anspruch und Erziehungswirklichkeit, Klinkhardt, Bad Heilbrunn 2011.
- Heinrich Kanz (ed.): Der Nationalsozialismus als pädagogisches Problem: Deutsche Erziehungsgeschichte 1933–1945. segunda edición, Lang, Fráncfort del Meno u. a. 1990. ISBN 978-3-631-42637-1.
- Wolfgang Keim: Erziehung unter der Nazi-Diktatur. 2 volúmenes. Segunda edición. Wissenschaftliche Buchgesellschaft, Darmstadt 2005, ISBN 3-534-18802-0.

#### Literatura especial
- Karen Bayer, Frank Sparing, Wolfgang Woelk (ed.): Universitäten und Hochschulen im Nationalsozialismus und in der frühen Nachkriegszeit. Franz Steiner Verlag, Stuttgart 2004, ISBN 3-515-08175-5.
- Manfred Berger: "Gelobt sei alles, was hart macht!" Das Kindergartenwesen im nationalsozialistischen Deutschland aufgezeigt am Beispiel der Fachzeitschrift "Kindergarten". Saarbrücken 2015, ISBN 978-3-639-83129-0.
- Manfred Berger: Der Kindergarten im Nationalsozialismus. „Drum beten wir deutschen Kinder: Den Führer erhalte uns Gott“. Ein Beitrag zur Geschichte der öffentlichen Kleinkinder-/Kindergartenpädagogik in den Jahren 1933 bis 1945. Cuvillier, Gotinga 2019, ISBN 978-3-7369-9939-8.
- Alexander Bolz: Nationalsozialismus und Gemeinschaftserziehung. Leipzig 2001, ISBN 3-89819-075-7.
- Michael Buddrus: Totale Erziehung für den totalen Krieg. Hitlerjugend und nationalsozialistische Jugendpolitik. Teil 1 und 2. Saur, Múnich 2003, ISBN 3-598-11615-2.
- Chamberlain, Sigrid (2000). Adolf Hitler, die deutsche Mutter und ihr erstes Kind. Über zwei NS-Erziehungsbücher (tercera edición). Gießen: Psychosozial. ISBN 3-930096-58-7.
- Lutz van Dijk: Oppositionelles Lehrerverhalten 1933–1945. Juventa Verlag, Weinheim 1988, ISBN 3-7799-0677-5.
- Deborah Dwork: -Kinder mit dem gelben Stern, Europa 1933–1945. C.H. Beck Verlag, Múnich 1994, ISBN 3-406-38016-6.
- Michael Grüttner: Studenten im Dritten Reich, Paderborn 1995, ISBN 3-506-77492-1.
- Michael Grüttner: Biographisches Lexikon zur nationalsozialistischen Wissenschaftspolitik (= Studien zur Wissenschafts- und Universitätsgeschichte. Band 6). Synchron, Heidelberg 2004, ISBN 3-935025-68-8.
- Henning Heske: „… und morgen die ganze Welt …“, Erdkundeunterricht im Nationalsozialismus. 2. Auflage. Norderstedt 2008, ISBN 978-3-8370-1021-3.
- Martin Kipp, Gisela Miller-Kipp: Erkundungen im Halbdunkel. Einundzwanzig Studien zur Berufserziehung und Pädagogik im Nationalsozialismus. 1995, ISBN 3-925070-14-1.
- Hans Müncheberg: Gelobt sei, was hart macht. Roman. Morgenbuch, Berlín 1991, ISBN 3-371-00321-3.
- Karin Neidhart: Nationalsozialistisches Gedankengut in der Schweiz. Eine vergleichende Studie schweizerischer und deutscher Schulbücher zwischen 1900 und 1945. Peter Lang, Bern u. a. 2004, ISBN 3-631-51892-7.
- Benjamin Ortmeyer: Mythos und Pathos statt Logos und Ethos. Zu den Publikationen führender Erziehungswissenschaftler in der NS-Zeit: Eduard Spranger, Herman Nohl, Erich Weniger und Peter Petersen. Beltz, Weinheim 2009, ISBN 978-3-407-85798-9.
- Ruth Röcher: Die jüdische Schule im nationalsozialistischen Deutschland 1933–1942. dipa Verlag, Fráncfort del Meno 1992, ISBN 3-7638-0173-1.
- Helmut und Loki Schmidt (ed.): Kindheit und Jugend unter Hitler: Con un prólogo de Wolf Jobst Siedler, 2012. ISBN 978-3-570-55183-7.
- Adrian Schmidtke: Körperformationen. Fotoanalysen zur Formierung und Disziplinierung des Körpers in der Erziehung des Nationalsozialismus. Waxmann, Münster y otros 2007, ISBN 978-3-8309-1772-4.
- Alexander-Martin Sardina: Die Nationalpolitischen Erziehungsanstalten (NAPOLAs) als Beleg für widersprüchliche NS-Erziehungskonzeptionen im Dritten Reich. Diskurs und Zeitzeugenbefragung. GRIN, Múnich 2010, ISBN 978-3-640-54533-9.
- Barbara Schneider-Taylor: Die Höhere Schule im Nationalsozialismus. Zur Ideologisierung von Bildung und Erziehung. Böhlau, Köln / Weimar / Wien 2000, ISBN 3-412-03500-9.
- Christian Schneider, Cordelia Stillke, Bernd Leineweber: Das Erbe der Napola, Versuch einer Generationengeschichte des Nationalsozialismus. Hamburger Edition, Hamburg 1996, ISBN 3-930908-25-5.

### Juventud y resistencia
- Arno Klönne: Jugend im Dritten Reich: Die Hitler-Jugend und ihre Gegner, papyrossa 2020. ISBN 978-3-89438-552-1
- Wilfried Löhken, Werner Vathke (ed.): Juden im Widerstand. Drei Gruppen zwischen Überlebenskampf und politischer Aktion. Berlín 1939–1945. Berlín 1993 (y otros Herbert-Baum-Gruppe).
- Detlev J. K. Peukert: Die Edelweißpiraten. 3., erweiterte Auflage. Köln 1988, ISBN 3-7663-3106-X.
- Kurt Piehl: Rebellen mit dem Edelweiß. Von den Nazis zu den Yankees. Fráncfort del Meno 1985, ISBN 3-88704-117-8.
- Kurt Piehl: Latscher, Pimpfe und Gestapo. Roman eines Edelweißpiraten. Fráncfort del Meno 1984, ISBN 3-86099-864-1.
- Bernd-A. Rusinek: Gesellschaft in der Katastrophe. Terror, Illegalität, Widerstand. Köln 1944/45. Klartext, Essen 1989.
- Ulrich Sander: Jugendwiderstand im Krieg. Die Helmuth-Hübener-Gruppe 1941–1942. Con un prólogo de Hanjo Seißler. Bonn 2002.
- Kurt Schilde: Im Schatten der „Weißen Rose“. Fráncfort del Meno 1995.
- Michael Schneider, Winfried Süß: Keine Volksgenossen. Múnich 1993. (Weiße Rose)